# Nenos-Kierinka
Nenos-Kierinka är en sjö i kommunen Ruovesi i landskapet Birkaland i Finland. Sjön ligger 98,1 meter över havet. Arean är 49 hektar och strandlinjen är 5,04 kilometer lång. Sjön  ingår i Kumo älvs huvudavrinningsområde.   Den ligger omkring 49 km norr om Tammerfors och omkring 200 km norr om Helsingfors. 